# Rodrigo Marta
Rodrigo Marta (wym. [ʁuˈdɾi.gu ˈmaɾ.tɐ], ur. 18 listopada 1999 r.) – portugalski rugbysta występujący przeważnie na pozycji skrzydłowego, reprezentant kraju w odmianach piętnasto- i siedmioosobowej.

## Kariera klubowa
Marta pochodzi z Lizbony, jest wychowankiem Belenenses. Z zespołem tym dwukrotnie zdobył mistrzostwo kraju (2018 i 2022), a także Puchar (2019, 2022) i Superpuchar Portugalii (2018, 2021). W sezonie ligowym 2020/2021 był jednym z najlepiej punktujących zawodników w lidze, zdobywając w rundzie zasadniczej siedem przyłożeń (o jedno mniej od najskuteczniejszego kolegi z drużyny, Tomása Sequeiry). Rok później w 19 meczach ligowych zdobył 17 przyłożeń, w tym jedno w finale. Wtedy też oprócz gry dla Belenenses występował w barwach Lusitanos – portugalskiej drużyny w nowych rozgrywkach kontynentalnych uruchomionych pod nazwą Rugby Europe Super Cup. Dla tego zespołu zdobył pięć przyłożeń w sześciu meczach. Luistanos dotarli do finału, gdzie przegrali z gruzińskim zespołem Black Lion.
W czerwcu 2022 roku pozyskanie portugalskiego skrzydłowego ogłosił US Dax, francuski klub z ligi Nationale (trzeci poziom rozgrywkowy). Wychowanek Belenenses zaliczył wyśmienity start w nowej lidze, przyciągając uwagę mediów. W dziewięciu pierwszych meczach zaliczył osiem przyłożeń. Na koniec sezonu wynik ten wyniósł 17 przyłożeń w 20 meczach. Zespół z Akwitanii dotarł do finału rozgrywek, dzięki czemu wywalczył awans do Pro D2. W decydującym spotkaniu lepszy okazł się jednak klub Valence-Romans, wygrywając w stosunku 26:19.
Jeszcze w styczniu 2023 roku do publicznej wiadomości podano, że od początku nowego sezonu Marta zasili szeregi Colomiers Rugby z Pro D2.

## Kariera reprezentacyjna
Na przełomie 2015 i 2016 roku zawodnik powoływany był do reprezentacji Portugalii do lat 17. Jesienią 2016 roku trenował z grupą U-20. W 2017 roku trafił do reprezentacji do lat 18. Jesienią w jej barwach  brał udział w otwartych mistrzostwach Europy, w trakcie których Portugalczycy zajęli czwarte miejsce po porażce z Japonią. We wrześniu tego samego roku uczestniczył mistrzostwach Europy U-18 w rugby 7. Wiosną 2018 roku był członkiem drużyny U-20, która zwyciężyła w rozgrywkach Rugby Europe Championship w tej kategorii wiekowej. Jeszcze tym samym roku Marta wraz z „piętnastkową” kadrą do lat 20 brał udział w turnieju World Rugby U-20 Trophy, w którym zespół z Europy zajął trzecie miejsce – zawodnik Belenenses zdobył jedno z przyłożeń w wygranym meczu z Namibią. Rok później w tych samych zawodach – ponownie z Martą w składzie – Portugalczycy dotarli do wielkiego finału. Tam musiał uznać wyższość rówieśników z Japonii (34:35).
W pierwszej reprezentacji Portugalii Marta debiutował prawdopodobnie w listopadzie 2018 roku przeciwko Rumunii. Równocześnie występował w kadrze w odmianie siedmioosobowej (Mistrzostwa Europy 2018, World Rugby Sevens Series 2019, Sudamérica Rugby Sevens 2019). 
W listopadzie 2022 r. po wygraniu w dramatycznych okolicznościach turnieju barażowego Portugalczycy wywalczyli awans do rozgrywek Pucharu Świata w Rugby 2023.
W lutym 2023 roku 23-letni Marta został rekordzistą kraju w liczbie przyłożeń w drużynie narodowej (25 w 28 meczach), poprawiając wynik António Aguilara. W rozgrywkach Rugby Europe Championship 2023 w pięciu meczach zdobył sześć przyłożeń, w tym cztery przeciw Polsce.
W sierpniu 2023 roku otrzymał powołanie na Puchar Świata we Francji, gdzie w pełnym wymiarze czasowym wystąpił we wszystkich czterech spotkaniach grupowych. W ostatnim z nich, na dwie minuty przed końcem meczu, zdobył przyłożenie podwyższone przez Samuela Marquesa, a Portugalczycy pokonali Fidżi 24:23, notując swoje pierwsze w historii zwycięstwo na mistrzostwach świata.

## Życie osobiste
Reprezentantem Portugalii w rugby jest także brat Rodrigo – Manuel Marta.